# Julio Salvá
Julio César Salvá (Tres Lomas, Buenos Aires, Argentina; 18 de mayo de 1987) es un futbolista argentino. Juega de arquero en Morón de la Primera Nacional.

## Trayectoria
Empezó su carrera profesional atajando para Quilmes, allí estuvo desde el 2005 hasta el 2008, año en el cual fue transferido a Estudiantes. En 2013 arribó a Acassuso.. En 2017 cambia de club y llega al Deportivo Moron. Allí se convirtió en un referente tras lograr el campeonato de Primera B en 2017 y su gran actuación en la Copa Argentina de ese año, donde el Gallito llegó a semifinales.
Paso por Güemes y Atl Rafaela.
Luego llegaría a Partronato donde sería parte de un hecho histórico para el club enterriano. Allí atajó una pelota clave en el último minuto contra Atlético Nacional, lo que hizo que Patronato ganara 1 - 0 ante los colombianos y le dio el pase a la Copa Sudamericana al equipo de Paraná.
En 2025 regresaría al Deportivo Morón.

## Clubes

### Estadísticas
Actualizado al 2 de Febrero de 2024.
| Club                          | Div           | Temporada     | Liga  | Liga | Liga | Copas nacionales | Copas nacionales | Copas nacionales | Torneos internacionales | Torneos internacionales | Torneos internacionales | Total | Total | Total |
| Club                          | Div           | Temporada     | Part. | GR.  | VI.  | Part.            | GR.              | VI.              | Part.                   | GR.                     | VI.                     | Part. | GR.   | VI.   |
| ----------------------------- | ------------- | ------------- | ----- | ---- | ---- | ---------------- | ---------------- | ---------------- | ----------------------- | ----------------------- | ----------------------- | ----- | ----- | ----- |
| Morón Argentina               | 2.ª           | 2017-18       | 1     | 1    | 0    | 1                | 3                | 0                | -                       | -                       | -                       | 2     | 4     | 0     |
| Morón Argentina               | 2.ª           | 2018-19       | 5     | 5    | 2    | 1                | 1                | 0                | -                       | -                       | -                       | 6     | 6     | 2     |
| Morón Argentina               | 2.ª           | 2019-20       | 21    | 18   | 9    | 0                | 0                | 0                | -                       | -                       | -                       | 21    | 18    | 9     |
| Morón Argentina               | Total Club    | Total Club    | 27    | 24   | 11   | 2                | 4                | 0                | -                       | -                       | -                       | 29    | 28    | 11    |
| Güemes Argentina              | 2.ª           | 2021          | 34    | 31   | 11   | 0                | 0                | 0                | -                       | -                       | -                       | 34    | 31    | 11    |
| Güemes Argentina              | Total Club    | Total Club    | 34    | 31   | 11   | 0                | 0                | 0                | -                       | -                       | -                       | 34    | 31    | 11    |
| Atlético de Rafaela Argentina | 2.ª           | 2022          | 35    | 42   | 9    | 0                | 0                | 0                | -                       | -                       | -                       | 35    | 42    | 9     |
| Atlético de Rafaela Argentina | Total Club    | Total Club    | 35    | 42   | 9    | 0                | 0                | 0                | -                       | -                       | -                       | 35    | 42    | 9     |
| Patronato Argentina           | 2.ª           | 2023          | 34    | 43   | 10   | 0                | 0                | 0                | 3                       | 3                       | 1                       | 37    | 46    | 11    |
| Patronato Argentina           | 2.ª           | 2024          | 1     | 1    | 0    | 0                | 0                | 0                | -                       | -                       | -                       | 1     | 1     | 0     |
| Patronato Argentina           | Total Club    | Total Club    | 35    | 44   | 10   | 2                | 4                | 0                | 3                       | 3                       | 1                       | 38    | 47    | 11    |
| Total carrera                 | Total carrera | Total carrera | 131   | 141  | 41   | 2                | 4                | 0                | 3                       | 3                       | 1                       | 136   | 148   | 42    |